# Konyaspor
A Konyaspor egy török labdarúgóklub, melyet 1922-ben alapítottak Konya városában. 1981-ben összevonták a rivális Konya İdmanyurdu klubbal, ekkor lett a klub színe a zöld-fehér. 1988 és 1993 között egyszer már játszottak az első osztályban, 1993-ban kiestek és tíz évvel később, 2003-ban kerültek be újra. A 2015-2016-os szezonban bronzérmes lett a klub a török élvonalban, így szerepelhettek az Európa Liga 2016-2017-es kiírásának csoportkörében, azonban 1 döntetlennel és 5 vereséggel kiestek.

## Jelenlegi játékosok
2023. április 8-i állapotnak megfelelően.
| #  |     | Poszt | Név                                                  |
| -- | --- | ----- | ---------------------------------------------------- |
| 1  | TUR | K     | Erhan Erentürk                                       |
| 2  | TUR | V     | Metehan Mert                                         |
| 3  | TUR | V     | Yasir Subaşı                                         |
| 4  | TUR | V     | Adil Demirbağ                                        |
| 5  | TUR | V     | Uğurcan Yazğılı                                      |
| 9  | TUR | CS    | Muhammet Demir                                       |
| 10 | CRO | KP    | Domagoj Pavičić                                      |
| 11 | CRO | CS    | Robert Murić                                         |
| 12 | BRA | V     | Guilherme                                            |
| 13 | BIH | K     | Ibrahim Šehić (captain)                              |
| 14 | TUR | KP    | Soner Dikmen                                         |
| 15 | CRC | V     | Francisco Calvo                                      |
| 19 | AZE | CS    | Mahir Emreli (kölcsönben a Dinamo Zagreb csapatától) |
| 20 | TUR | V     | Kahraman Demirtaş                                    |

| #  |     | Poszt | Név                                                        |
| -- | --- | ----- | ---------------------------------------------------------- |
| 22 | TUR | V     | Ahmet Oğuz                                                 |
| 23 | ALB | KP    | Endri Çekiçi                                               |
| 24 | ESP | KP    | Alejandro Pozuelo                                          |
| 27 | CRO | KP    | Niko Rak                                                   |
| 29 | ENG | CS    | Uche Ikpeazu                                               |
| 32 | GRE | KP    | Andréasz Buhalákisz (kölcsönben az Olimbiakósz csapatától) |
| 35 | TUR | KP    | Oğulcan Ülgün                                              |
| 42 | TUR | CS    | Mehmet Ali Büyüksayar                                      |
| 64 | TUR | K     | Mehmet Erdoğan                                             |
| 70 | COL | CS    | Marlos Moreno (kölcsönben a Troyes csapatától)             |
| 77 | POL | KP    | Konrad Michalak                                            |
| 80 | ANG | KP    | Bruno Paz                                                  |
| 90 | TUR | V     | Cebrail Karayel                                            |
| 99 | SEN | CS    | Mame Biram Diouf                                           |

## Eredmények
- First League:
  - Bajnok (2): 1987–88, 2002–03
  - Ezüstérmes (2):  1984–85, 1986–87

- First League:
  - Bajnok (1): 1970–71

- Török Kupa:
  - Győztes (1): 2016–17

- Török szuperkupa:
  - Győztes (1): 2017

## Európai kupaszereplések

### Európa-liga
| Szezon  | Forduló    | Klub                 | Otthon | Idegenben | Össz. |
| ------- | ---------- | -------------------- | ------ | --------- | ----- |
| 2016–17 | Csoportkör | Sahtar Doneck        | 0–1    | 0–4       | 4.    |
| 2016–17 | Csoportkör | Braga                | 1–1    | 1–3       | 4.    |
| 2016–17 | Csoportkör | Gent                 | 0–1    | 0–2       | 4.    |
| 2017–18 | Csoportkör | Marseille            | 1–1    | 0–1       | 3.    |
| 2017–18 | Csoportkör | Vitória de Guimarães | 2–1    | 1–1       | 3.    |
| 2017–18 | Csoportkör | Salzburg             | 0–2    | 0–0       | 3.    |

### Európa Konferencia Liga
| Szezon  | Forduló         | Klub          | Otthon | Idegenben | Össz. |
| ------- | --------------- | ------------- | ------ | --------- | ----- |
| 2022–23 | 2. selejtezőkör | BATE Bariszav | 2–0    | 3–0       | 5–0   |
| 2022–23 | 3. selejtezőkör | Vaduz         | 2–4    | 1–1       | 3–5   |

## Külső hivatkozások
- A klub honlapja (törökül)